# Boomzagertje
Het Boomzagertje, Houtzagertje of Het zagertje, is een klein onopvallend beeld in het Leidsebosje in Amsterdam. Het beeld bestaat uit een mannetje dat staat te zagen in een dikke overhangende tak; tot oktober 2019 deed hij dat in de zuidelijkste plataan. Hij doet dat voorover bukkend, tussen zijn benen.
Het beeld van ijzer is in de nacht van 30 januari 1989 geplaatst, rond dezelfde tijd als onder andere de uit de grond oprijzende violist in de Stopera. De maker is voor de buitenwereld onbekend. Er zijn in Amsterdam meer van deze anonieme beelden, die aan dezelfde artiest, De Onbekende Beeldhouwer, worden toegeschreven. De beelden van De Onbekende Beeldhouwer zijn in eigendom aan de gemeente overgedragen onder de voorwaarde dat de identiteit van de maker niet bekend wordt gemaakt.
De man kan de tak niet afzagen zonder daar zelf van af te vallen. Hij draagt een alpinopet die ook al een keer vermist werd. Ook is de zaag een keer afgebroken. Herstelwerkzaamheden werden ook door onbekenden gedaan. Op de oude tak leek de boom de zaag ingekapseld te hebben.
In oktober 2019 werd de tak, die tussen stam en beeld geknakt was en na een tijd lang vastgebonden te zijn geweest aan een erbovenhangende tak, bij de stam afgezaagd. Het zagertje is daarbij voor herstel teruggekeerd naar zijn anonieme maker. In mei 2020 werd het beeldje teruggeplaatst, maar op een tak van een andere boom.
Het is het lievelingsbeeld en inspiratiebron van Street Art Frankey. Hij vindt het een vrolijke noot en geeft humor in het hedendaags bestaan. Ook de combinatie illegaal bestaan en handhaving (het beeld mag niet weggehaald worden) trok hem aan in het beeldje.

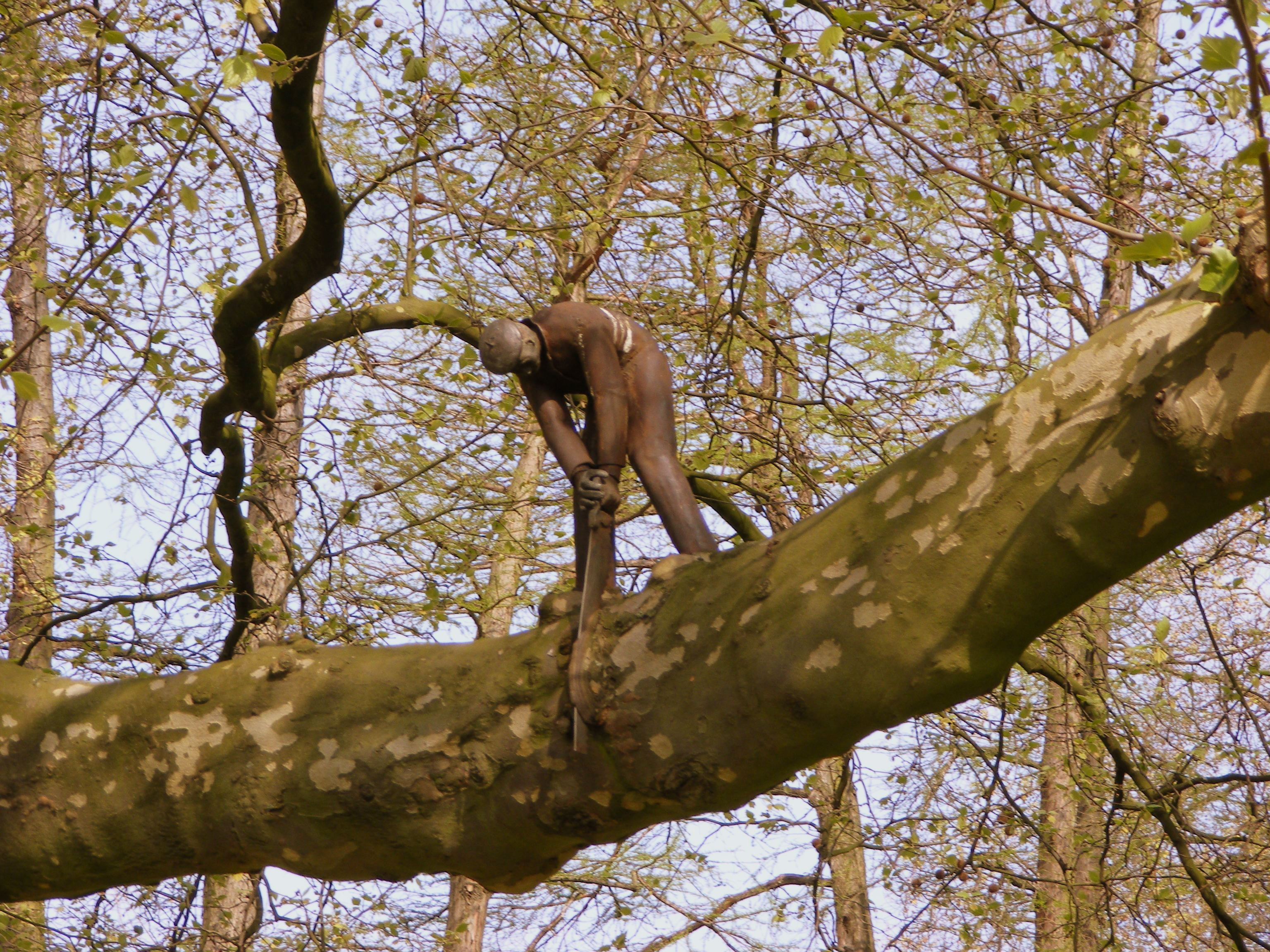
Boomzagertje naderbij op "oude plaats" (mei 2008)